# Ládví (métro de Prague)
Ládví est une station de métro à Prague, en Tchéquie. Située sur la ligne C du métro de Prague entre Střížkov et Kobylisy, elle est ouverte depuis le 26 juin 2004.